# Walter Jäschke
Walter Jäschke (* 8. März 1926) ist ein ehemaliger deutscher Fußballtorwart. In den 1950er Jahren spielte er in der DDR-Oberliga und in den bundesdeutschen Oberligen Nord, Südwest und West.

## Sportliche Laufbahn
Im Aufgebot der Zentralen Sportgemeinschaft (ZSG) Altenburg für die erste Saison der neu gegründeten Ostzonen-Liga (später DDR-Oberliga) stand 1949 auch der 23-jährige Torwart Walter Jäschke. Er wurde zum ersten Mal am 9. Spieltag aufgeboten und absolvierte danach bis zum Saisonende alle weiteren 17 Punktspiele. Er stand auch im Tor der Altenburger im Relegationsspiel um den Klassenerhalt, das die Mannschaft mit 3:2 gegen Anker Wismar gewann. Auch zur Spielzeit 1950/51, in deren Verlauf die ZSG in die Betriebssportgemeinschaft (BSG) Stahl umgewandelt wurde, war Jäschke Torwart der BSG. In der nun wegen der Einführung der neuen zweitklassigen DDR-Liga umbenannten Oberliga wurde er in 29 der 34 Punktspiele eingesetzt.
Zur Saison 1951/52 verließ Jäschke die DDR und schloss sich Eintracht Braunschweig in der Oberliga Nord an, eine der fünf höchsten Spielklassen im bundesdeutschen DFB-Bereich. Nach 14 absolvierten Oberligaspielen wechselte er zur Saison 1952/53 zum 1. FSV Mainz 05 in die Oberliga Südwest. Dort blieb er bis 1955 und kam in den drei Spielzeiten auf 70 Einsätze. Nachdem er 1955/56 noch eine Saison für Rot-Weiss Essen in der Oberliga West gespielt hatte, beendete Walter Jäschke seine Laufbahn im deutschen Spitzenfußball.